# مجموعة سيمين اندونيسيا

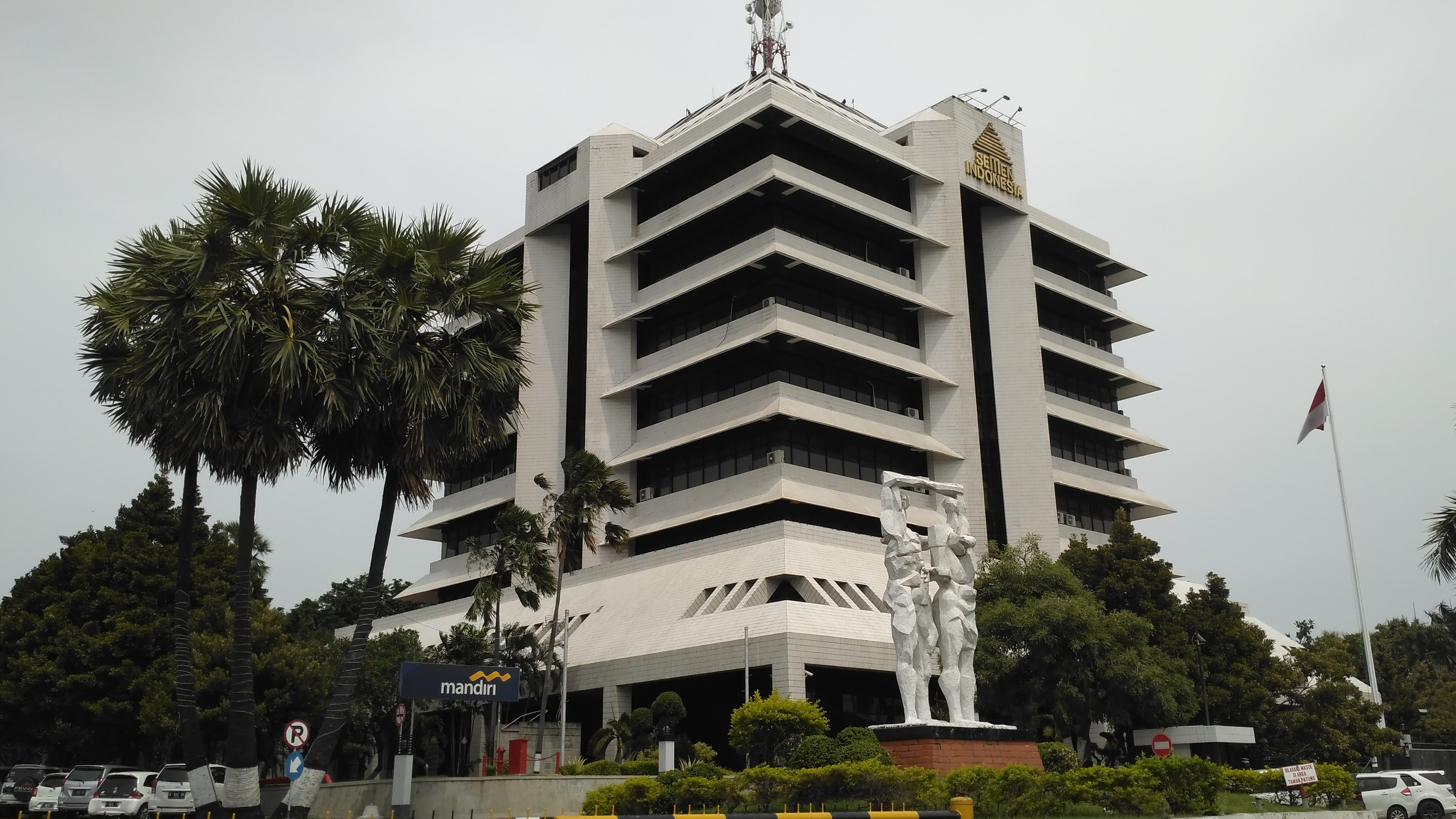
المقر السابق لشركة مجموعة سيمين جريسك ، ولاحقًا بي تي سيمين اندونيسيا ، في جريسك ، جاوة الشرقية.

بي تي مجموعة سيمين اندونيسيا (بيرسيرو) تي بي كيه ، والمعروفة باسم أس أي جي ، هي شركة أسمنت إندونيسية تأسست عام 1957 في جريسيك، تحت اسم أن في سيمين جريسك . في عام 1991، أصبحت شركة بي تي سيمين جريسك أول شركة إندونيسية مملوكة للدولة يتم تداولها علنًا . علاوة على ذلك، في عام 1995، تم دمج بي تي سيمين جريسك (بيرسيرو) تي بي كيه مع "اسمنت بادانج" بي تي سيمين باندوج وبي تي سيمين توناسا التي أصبحت تعرف باسم سيمين جريسك جروب.
في 7 يناير 2013، تحولت شركة بي تي سيمين جريسك (بيرسيرو) تي بي كيه إلى بي تي سيمين أندونيسيا (بيرسيرو) تي بي كيه، وعملت كشركة قابضة استراتيجية تشرف على سيمين جريسك، و "اسمنت بادانج" سيمين باندوج، وسيمين توناسا، وتانج لونج سيمين. 
في 31 يناير 2019، استحوذت أس أي جي من خلال شركتها التابعة بي تي سيمين أندونيسيا بانجونان للصناعات (أس أي أي بي) رسميًا على 80.6% من ملكية شركة هولدفاين بي في الموضوعة والمدفوعة في
هولسيم أندونيسيا. علاوة على ذلك، في 11 فبراير 2019، ومن خلال آلية الاجتماع العام غير العادي للمساهمين، تمت الموافقة على تغيير اسم شركة بي تي هولسيم أندونيسيا تي بي كيه لتصبح بي تي سولوسي بانجون أندونيسيا تي بي كيه.